# Oleva
Albums de Mika Vainio
Revitty
(2006) Black Telephone of Matter
(2009)
Oleva est le dixième album solo du créateur finlandais de musique électronique Mika Vainio. Il est sorti en juin 2008 sur le label Sähkö. C'est le quatrième album solo que Vainio publie sous l'identité Ø, après Kantamoinen en 2005. Son précédent album Revitty était sorti sous le nom de Mika Vainio sur Wavetrap en 2006.

## Production
Les 12 morceaux composant cet album ont été enregistrés entre 2007 et 2008 à Berlin, où Vainio réside depuis 2003. La pochette montre un paysage naturel aquatique et rocheux. Il s'agit d'une photo prise par Mika Vainio.
La troisième piste est un cover de la chanson Set the Controls for the Heart of the Sun de Pink Floyd. La dernière piste comporte des échantillons vocaux provenant du film Solaris d'Andreï Tarkovski.

## Réception critique
Pour Philippe Simon, Oleva est un disque "tout en irisations" qui représente le goût de Mika Vainio pour les "ambiances glacées". Selon Brian Kolada, il s'agit de l'un des albums classiques de Vainio.

## Liste des morceaux
1. Unien Holvit – 4:00
2. S-bahn – 5:27
3. Set the Controls to the Heart Of The Sun – 5:46
4. Frekvenssi – 2:20
5. Loihdittu – 5:05
6. Vastus – 4:55
7. U-bahn – 4:49
8. Koituva – 6:36
9. Mojave – 5:58
10. Tasanko – 4:30
11. Kausaaliton – 7:24
12. Muistetun palaava taajuus – 4:51